# Йозеф Дегеоргі
Йозеф Дегеоргі (нім. Josef Degeorgi, нар. 19 січня 1960, Бад-Феслау) — австрійський футболіст, що грав на позиції захисника.
Виступав, зокрема, за клуби «Адміра-Ваккер» та «Аустрія» (Відень), а також національну збірну Австрії.

## Клубна кар'єра
У дорослому футболі дебютував 1977 року виступами за команду «Адміра-Ваккер», в якій провів п'ять сезонів, зігравши у понад 100 матчах чемпіонату.
Своєю грою за цю команду привернув увагу представників тренерського штабу клубу «Аустрія» (Відень), до складу якого приєднався в січні 1983 року. Відіграв за віденську команду наступні сім з половиною сезонів своєї ігрової кар'єри. Більшість часу, проведеного у складі віденської «Аустрії», був основним гравцем захисту команди. За цей час тричі виборював титул чемпіона Австрії та двічі національний кубок.
Протягом сезону 1990/91 років знову захищав кольори клубу «Адміра-Ваккер», а завершив ігрову кар'єру у команді «Медлінг», за яку виступав протягом 1991—1993 років.

## Виступи за збірну
24 березня 1982 року дебютував в офіційних іграх у складі національної збірної Австрії в товариському матчі проти Угорщини (3:2).
У складі збірної був учасником чемпіонату світу 1982 року в Іспанії, де зіграв у 4 матчах — проти Чилі (1:0), Алжиру (2:0), ФРН (0:1) та Франції (0:1).
Загалом протягом кар'єри у національній команді, яка тривала 9 років, провів у її формі 30 матчів, забивши 1 гол.

## Титули і досягнення
- Чемпіон Австрії (3):

«Аустрія» (Відень): 1983/84, 1984/85, 1985/86
- Володар Кубка Австрії (2):

«Аустрія» (Відень): 1985/86, 1989/90